# Docusato
Las sales de docusato son agentes tensoactivos aniónicos que disminuyen la tensión superficial de las heces a fin de permitir la combinación de sustancias acuosas y adiposas, reblandecer las heces y permitir la defecación con mayor facilidad. Sin embargo, estos agentes también estimulan la secreción intestinal de líquidos y electrólitos (posiblemente por incremento del monofosfato de adenosina cíclico de la mucosa) y alteran la permeabilidad de la mucosa intestinal.
Los tres tipos de docusatos en el mercado comprenden los siguientes
- Docusato de sodio, solo o en combinaciones (Colace®)
- Docusato de potasio (Rectalad enema®, Dicasol®)
- Docusato de calcio, solo o en combinaciones

El docusato sódico es el prototipo de esta familia de fármacos tensioactuvos aniónicos. Todos ablandan las heces ya sea como monofármacos o en combinación con otros laxantes. Los docusatos no se absorben sistémicamente.
Los tres tipos de docusatos se comercializan para uso oral o rectal
A pesar de su uso amplio, estos agentes tienen una eficacia marginal, si acaso alguna, en casi todos los casos de estreñimiento.

## Uso en embarazo
Las anomalías congénitas no aumentaron en frecuencia entre los descendientes de más de 800 mujeres que utilizaron docusatos al principio del embarazo.